# Párizs metróállomásainak listája

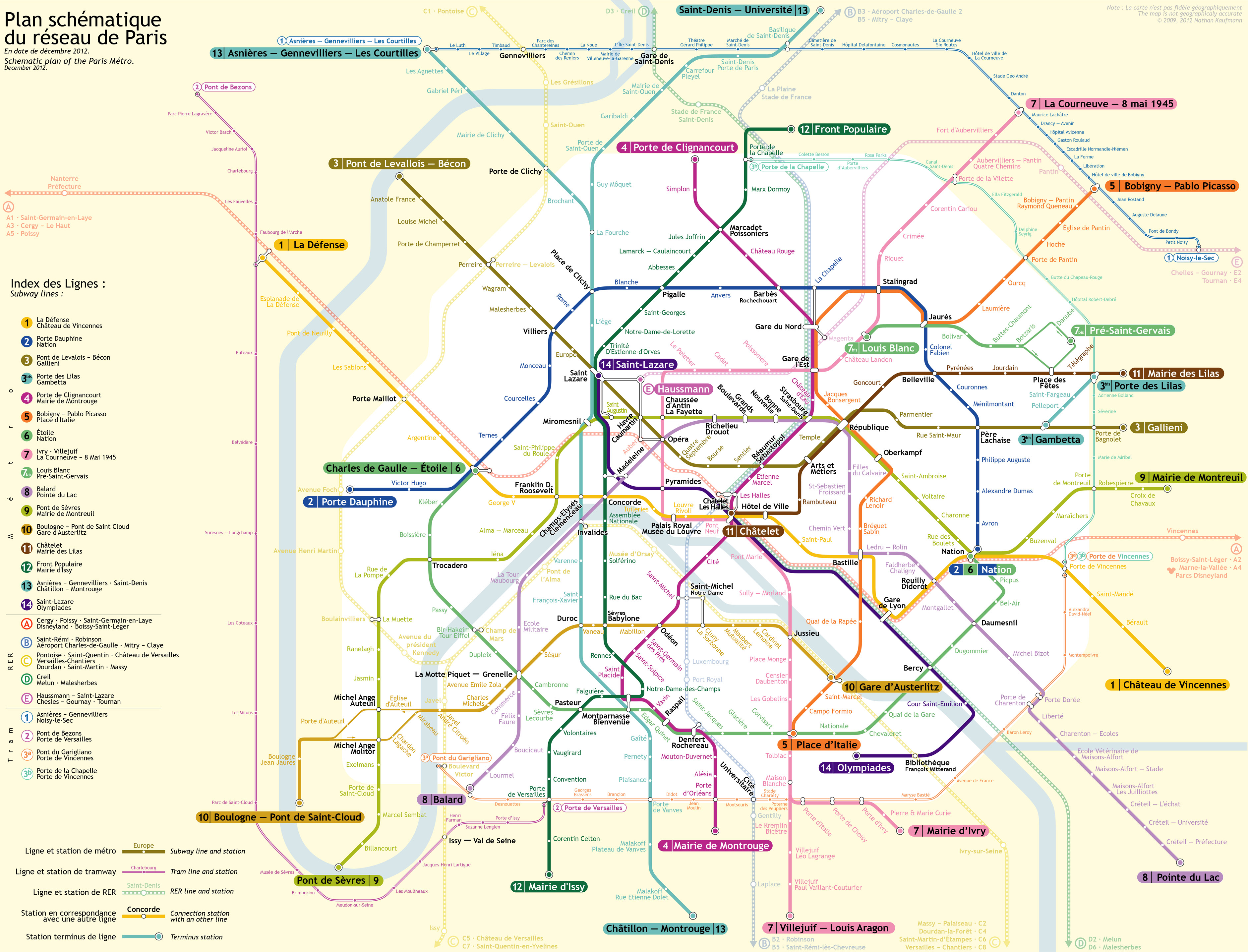
A párizsi metró térképe

Párizs metróhálózatán 2017-ben összesen 302 metróállomás volt használatban és további állomások álltak építés vagy tervezés alatt.

## Állomások listája
Ez a lista a párizsi metró aktív állomásait sorolja fel.
| Állomás                                 | Megnyitás            | Vonal                                                                             | Szomszédos állomások | Kép |
| --------------------------------------- | -------------------- | --------------------------------------------------------------------------------- | --- | --- |
| Abbesses                                | 1912. október 31.    | 12-es metróvonal                                                                  | Lamarck – Caulaincourt Pigalle                                                                                                   |     |
| Aimé Césaire                            | 2022. május 31.      | 12-es metróvonal                                                                  | Mairie d’Aubervilliers Front Populaire                                                                                           |     |
| Alexandre Dumas                         | 1903. január 31.     | 2-es metróvonal                                                                   | Philippe Auguste Avron |     |
| Alma – Marceau                          | 1923. május 27.      | 9-es metróvonal                                                                   | Iéna Franklin D. Roosevelt |     |
| Alésia                                  | 1909. október 30.    | 4-es metróvonal                                                                   | Mouton-Duvernet Porte d’Orléans                                                                                                  |     |
| Anatole France                          | 1937. szeptember 24. | 3-as metróvonal                                                                   | Pont de Levallois - Bécon Louise Michel                                                                                          |     |
| Antonypole - Wissous Centre             |                      | 18-as metróvonal                                                                  | Massy Opéra Aéroport d'Orly |     |
| Anvers                                  | 1902. október 7.     | 2-es metróvonal                                                                   | Pigalle Barbès – Rochechouart |     |
| Arcueil - Cachan                        |                      | 15-ös-metróvonal                                                                  | Bagneux–Lucie Aubrac metróállomás Villejuif - Gustave Roussy                                                                     |     |
| Argentine                               | 1900. szeptember 1.  | 1-es metróvonal                                                                   | Porte Maillot Charles de Gaulle - Étoile                                                                                         |     |
| Aristide Briand metróállomás            | 2030. augusztus 6.   | 9-es metróvonal                                                                   | Montreuil - Hôpital metróállomás Mairie de Montreuil                                                                             |     |
| Arts et Métiers                         | 1904. október 19.    | 3-as metróvonal 11-es metróvonal                                                  | Réaumur - Sébastopol Temple Rambuteau République                                                                                 |     |
| Assemblée nationale                     | 1910. november 5.    | 12-es metróvonal                                                                  | Concorde Solférino |     |
| Aubervilliers - Pantin - Quatre Chemins | 1979. október 4.     | 7-es metróvonal                                                                   | Porte de la Villette Fort d’Aubervilliers                                                                                        |     |
| Aulnay                                  |                      | 16-os metróvonal                                                                  | Sevran - Beaudottes Le Blanc-Mesnil                                                                                              |     |
| Avenue Émile Zola                       | 1913. július 13.     | 10-es metróvonal                                                                  | Charles Michels La Motte-Picquet – Grenelle                                                                                      |     |
| Avron                                   | 1903. április 2.     | 2-es metróvonal                                                                   | Alexandre Dumas Nation |     |
| Aéroport Charles-de-Gaulle Terminal 2   |                      | 17-es metróvonal                                                                  | Aéroport Charles-de-Gaulle Terminal 4 Parc des Expositions                                                                       |     |
| Aéroport Charles-de-Gaulle Terminal 4   |                      | 17-es metróvonal                                                                  | Le Mesnil-Amelot Aéroport Charles-de-Gaulle Terminal 2                                                                           |     |
| Aéroport d'Orly                         | 2024. június 24.     | 14-es metróvonal                                                                  | Thiais–Orly metróállomás Antonypole - Wissous Centre                                                                             |     |
| Bagneux–Lucie Aubrac metróállomás       | 2022. január 13.     | 4-es metróvonal 15-ös-metróvonal                                                  | Barbara metróállomás Châtillon - Montrouge Arcueil - Cachan                                                                      |     |
| Balard                                  | 1937. július 27.     | 8-as metróvonal                                                                   | Lourmel |     |
| Barbara metróállomás                    | 2022. január 13.     | 4-es metróvonal                                                                   | Mairie de Montrouge Bagneux–Lucie Aubrac metróállomás                                                                            |     |
| Barbès – Rochechouart                   | 1903. március 26.    | 2-es metróvonal 4-es metróvonal                                                   | Anvers La Chapelle Château Rouge Gare du Nord                                                                                    |     |
| Basilique de Saint-Denis                | 1976. június 20.     | 13-as metróvonal                                                                  | Saint-Denis – Université Saint-Denis – Porte de Paris                                                                            |     |
| Bastille                                | 1900. július 19.     | 1-es metróvonal 5-ös metróvonal 8-as metróvonal                                   | Saint-Paul Gare de Lyon Quai de la Rapée Bréguet – Sabin Chemin Vert Ledru-Rollin Arsenal                                        |     |
| Bel-Air                                 | 1909. március 1.     | 6-os metróvonal                                                                   | Daumesnil Picpus |     |
| Belleville                              | 1903. január 31.     | 2-es metróvonal 11-es metróvonal                                                  | Colonel Fabien Couronnes Goncourt Pyrénées                                                                                       |     |
| Bercy                                   | 1909. március 1.     | 6-os metróvonal 14-es metróvonal                                                  | Quai de la Gare Dugommier Gare de Lyon Cour Saint-Émilion                                                                        |     |
| Bibliothèque François-Mitterrand        | 1998. október 15.    | 14-es metróvonal 10-es metróvonal                                                 | Cour Saint-Émilion Olympiades |     |
| Billancourt                             | 1934. február 3.     | 9-es metróvonal                                                                   | Pont de Sèvres Marcel Sembat |     |
| Bir-Hakeim                              | 1906. április 24.    | 6-os metróvonal                                                                   | Passy Dupleix |     |
| Blanche                                 | 1902. október 21.    | 2-es metróvonal                                                                   | Place de Clichy Pigalle |     |
| Bobigny - La Folie                      |                      | 5-ös metróvonal                                                                   | |     |
| Bobigny – Pablo Picasso                 | 1985. április 25.    | 5-ös metróvonal 15-ös-metróvonal                                                  | Bobigny – Pantin – Raymond Queneau Pont de Bondy Drancy - Bobigny                                                                |     |
| Bobigny – Pantin – Raymond Queneau      | 1985. április 25.    | 5-ös metróvonal                                                                   | Église de Pantin Bobigny – Pablo Picasso                                                                                         |     |
| Bois-Colombes                           |                      | 15-ös-metróvonal                                                                  | Les Agnettes Bécon-les-Bruyères                                                                                                  |     |
| Boissière                               | 1900. október 2.     | 6-os metróvonal                                                                   | Kléber Trocadéro |     |
| Bolivar                                 | 1911. július 18.     | 7bis metróvonal                                                                   | Buttes Chaumont Jaurès |     |
| Bondy                                   |                      | 15-ös-metróvonal                                                                  | Rosny-Bois-Perrier Pont de Bondy                                                                                                 |     |
| Bonne Nouvelle                          | 1931. május 5.       | 8-as metróvonal 9-es metróvonal                                                   | Grands Boulevards Strasbourg – Saint-Denis                                                                                       |     |
| Botzaris                                | 1911. január 18.     | 7bis metróvonal                                                                   | Place des Fêtes Buttes Chaumont Danube                                                                                           |     |
| Boucicaut                               | 1937. július 27.     | 8-as metróvonal                                                                   | Lourmel Félix Faure |     |
| Boulogne – Jean Jaurès                  | 1980. október 3.     | 10-es metróvonal                                                                  | Boulogne – Pont de Saint-Cloud Michel-Ange – Molitor Porte d’Auteuil                                                             |     |
| Boulogne – Pont de Saint-Cloud          | 1981. október 2.     | 10-es metróvonal                                                                  | Boulogne – Jean Jaurès |     |
| Bourse                                  | 1904. október 19.    | 3-as metróvonal                                                                   | Quatre-Septembre Sentier |     |
| Brochant                                | 1912. január 20.     | 13-as metróvonal                                                                  | Porte de Clichy metróállomás La Fourche                                                                                          |     |
| Bruneseau - Masséna                     |                      | 10-es metróvonal                                                                  | Bibliothèque François-Mitterrand Ivry Port - Mandela                                                                             |     |
| Bry-Villiers-Champigny                  |                      | 15-ös-metróvonal                                                                  | Champigny Centre Noisy - Champs                                                                                                  |     |
| Bréguet – Sabin                         | 1906. december 31.   | 5-ös metróvonal                                                                   | Bastille Richard-Lenoir |     |
| Buttes Chaumont                         | 1912. február 13.    | 7bis metróvonal                                                                   | Botzaris Bolivar |     |
| Buzenval                                | 1933. december 10.   | 9-es metróvonal                                                                   | Nation Maraîchers |     |
| Bécon-les-Bruyères                      |                      | 15-ös-metróvonal                                                                  | Bois-Colombes La Défense |     |
| Bérault                                 | 1934. március 24.    | 1-es metróvonal                                                                   | Saint-Mandé Château de Vincennes                                                                                                 |     |
| CEA Saint-Aubin                         |                      | 18-as metróvonal                                                                  | Guyancourt Université Paris-Saclay                                                                                               |     |
| Cadet                                   | 1910. november 5.    | 7-es metróvonal                                                                   | Le Peletier Poissonnière |     |
| Cambronne                               | 1906. április 24.    | 6-os metróvonal                                                                   | La Motte-Picquet – Grenelle Sèvres – Lecourbe                                                                                    |     |
| Campo-Formio                            | 1906. június 6.      | 5-ös metróvonal                                                                   | Place d’Italie Saint-Marcel |     |
| Cardinal Lemoine                        | 1931. április 26.    | 10-es metróvonal                                                                  | Maubert – Mutualité Jussieu |     |
| Carrefour Pleyel                        | 1952. június 30.     | 13-as metróvonal                                                                  | Saint-Denis – Porte de Paris Mairie de Saint-Ouen                                                                                |     |
| Censier – Daubenton                     | 1930. február 15.    | 7-es metróvonal                                                                   | Les Gobelins Place Monge |     |
| Champ de Mars                           | 1913. július 13.     | 8-as metróvonal                                                                   | La Motte-Picquet – Grenelle École Militaire                                                                                      |     |
| Champigny Centre                        |                      | 15-ös-metróvonal                                                                  | Nogent - Le Perreux Saint-Maur - Créteil Bry-Villiers-Champigny                                                                  |     |
| Champs-Élysées – Clemenceau             | 1900. július 19.     | 1-es metróvonal 13-as metróvonal                                                  | Franklin D. Roosevelt Concorde Miromesnil Invalides                                                                              |     |
| Chardon-Lagache                         | 1913. szeptember 30. | 10-es metróvonal                                                                  | Mirabeau Michel-Ange – Molitor                                                                                                   |     |
| Charenton – Écoles                      | 1942. október 5.     | 8-as metróvonal                                                                   | Liberté École Vétérinaire de Maisons-Alfort                                                                                      |     |
| Charles Michels                         | 1913. július 13.     | 10-es metróvonal                                                                  | Javel – André Citroën Avenue Émile Zola                                                                                          |     |
| Charles de Gaulle - Étoile              | 1900. szeptember 1.  | 1-es metróvonal 2-es metróvonal 6-os metróvonal                                   | Argentine George V Victor Hugo Ternes Kléber                                                                                     |     |
| Charonne                                | 1933. december 10.   | 9-es metróvonal                                                                   | Voltaire Rue des Boulets |     |
| Chaussée d’Antin – La Fayette           | 1910. november 5.    | 7-es metróvonal 9-es metróvonal                                                   | Opéra Le Peletier Havre - Caumartin Richelieu – Drouot                                                                           |     |
| Chelles                                 |                      | 16-os metróvonal                                                                  | Noisy - Champs Clichy - Montfermeil                                                                                              |     |
| Chemin Vert                             | 1931. május 5.       | 8-as metróvonal                                                                   | Saint-Sébastien – Froissart Bastille                                                                                             |     |
| Chevaleret                              | 1909. március 1.     | 6-os metróvonal                                                                   | Nationale Quai de la Gare Gare d’Austerlitz Bibliothèque François-Mitterrand                                                     |     |
| Château Rouge                           | 1908. április 21.    | 4-es metróvonal                                                                   | Marcadet – Poissonniers Barbès – Rochechouart                                                                                    |     |
| Château de Vincennes                    | 1934. március 24.    | 1-es metróvonal                                                                   | Bérault Les Rigollots |     |
| Château d’Eau                           | 1908. április 21.    | 4-es metróvonal                                                                   | Gare de l’Est Strasbourg – Saint-Denis                                                                                           |     |
| Château-Landon                          | 1910. november 5.    | 7-es metróvonal                                                                   | Gare de l’Est Louis Blanc |     |
| Châtelet                                | 1900. augusztus 6.   | 1-es metróvonal 4-es metróvonal 7-es metróvonal 11-es metróvonal 14-es metróvonal | Louvre – Rivoli Hôtel de Ville Les Halles Cité Pont Marie Pont Neuf Pyramides Gare de Lyon                                       |     |
| Châtillon - Montrouge                   | 1976. november 9.    | 13-as metróvonal 15-ös-metróvonal                                                 | Malakoff – Rue Étienne Dolet Bagneux–Lucie Aubrac metróállomás Fort d'Issy - Vanves - Clamart                                    |     |
| Cité                                    | 1910. január 9.      | 4-es metróvonal                                                                   | Châtelet Saint-Michel |     |
| Clichy - Montfermeil                    |                      | 16-os metróvonal                                                                  | Chelles Sevran - Livry |     |
| Cluny – La Sorbonne                     | 1930. február 15.    | 10-es metróvonal                                                                  | Odéon Maubert – Mutualité |     |
| Colombes                                |                      | 17-es metróvonal                                                                  | |     |
| Colonel Fabien                          | 1903. január 31.     | 2-es metróvonal                                                                   | Jaurès Belleville |     |
| Commerce                                | 1937. július 27.     | 8-as metróvonal                                                                   | Félix Faure La Motte-Picquet – Grenelle                                                                                          |     |
| Concorde                                | 1900. augusztus 13.  | 1-es metróvonal 8-as metróvonal 12-es metróvonal                                  | Champs-Élysées – Clemenceau Tuileries Invalides Madeleine Assemblée nationale                                                    |     |
| Convention                              | 1910. november 5.    | 12-es metróvonal                                                                  | Vaugirard Porte de Versailles |     |
| Corentin Cariou                         | 1910. november 5.    | 7-es metróvonal                                                                   | Crimée Porte de la Villette |     |
| Corentin Celton                         | 1934. március 24.    | 12-es metróvonal                                                                  | Porte de Versailles Mairie d’Issy                                                                                                |     |
| Corvisart                               | 1906. április 24.    | 6-os metróvonal                                                                   | Glacière Place d’Italie |     |
| Cour Saint-Émilion                      | 1998. október 15.    | 14-es metróvonal                                                                  | Bercy Bibliothèque François-Mitterrand                                                                                           |     |
| Courcelles                              | 1902. október 7.     | 2-es metróvonal                                                                   | Ternes Monceau |     |
| Couronnes                               | 1903. január 31.     | 2-es metróvonal                                                                   | Belleville Ménilmontant |     |
| Crimée                                  | 1910. november 5.    | 7-es metróvonal                                                                   | Riquet Corentin Cariou |     |
| Croix de Chavaux                        | 1937. október 14.    | 9-es metróvonal                                                                   | Robespierre Mairie de Montreuil                                                                                                  |     |
| Créteil – L’Échat                       | 1973. szeptember 24. | 8-as metróvonal 15-ös-metróvonal                                                  | Maisons-Alfort – Les Juilliottes Créteil – Université Le Vert de Maisons Saint-Maur - Créteil                                    |     |
| Créteil – Préfecture                    | 1974. szeptember 10. | 8-as metróvonal                                                                   | Créteil – Université Pointe du Lac                                                                                               |     |
| Créteil – Université                    | 1974. szeptember 10. | 8-as metróvonal                                                                   | Créteil – L’Échat Créteil – Préfecture                                                                                           |     |
| Côteaux Beauclair metróállomás          | 2024. június 13.     | 11-es metróvonal                                                                  | La Dhuys metróállomás Rosny-Bois-Perrier                                                                                         |     |
| Danube                                  | 1911. január 18.     | 7bis metróvonal                                                                   | Botzaris Pré-Saint-Gervais |     |
| Daumesnil                               | 1909. március 1.     | 6-os metróvonal 8-as metróvonal                                                   | Dugommier Bel-Air Montgallet (metróállomás) Michel Bizot                                                                         |     |
| Denfert-Rochereau                       | 1906. április 24.    | 4-es metróvonal 6-os metróvonal                                                   | Raspail Mouton-Duvernet Saint-Jacques                                                                                            |     |
| Drancy - Bobigny                        |                      | 15-ös-metróvonal                                                                  | Bobigny – Pablo Picasso Fort d’Aubervilliers                                                                                     |     |
| Dugommier                               | 1909. március 1.     | 6-os metróvonal                                                                   | Bercy Daumesnil |     |
| Dupleix                                 | 1906. április 24.    | 6-os metróvonal                                                                   | Bir-Hakeim La Motte-Picquet – Grenelle                                                                                           |     |
| Duroc                                   | 1923. december 30.   | 10-es metróvonal 13-as metróvonal                                                 | Ségur Vaneau Saint-François-Xavier Montparnasse – Bienvenüe                                                                      |     |
| Edgar Quinet                            | 1906. április 24.    | 6-os metróvonal                                                                   | Montparnasse – Bienvenüe Raspail                                                                                                 |     |
| Esplanade de La Défense                 | 1992. április 1.     | 1-es metróvonal                                                                   | La Défense Pont de Neuilly |     |
| Europe                                  | 1904. október 19.    | 3-as metróvonal                                                                   | Villiers Saint-Lazare |     |
| Exelmans                                | 1922. november 8.    | 9-es metróvonal                                                                   | Porte de Saint-Cloud Michel-Ange – Molitor                                                                                       |     |
| Faidherbe – Chaligny                    | 1931. május 5.       | 8-as metróvonal                                                                   | Ledru-Rollin Reuilly – Diderot                                                                                                   |     |
| Falguière                               | 1910. november 5.    | 12-es metróvonal                                                                  | Montparnasse – Bienvenüe Pasteur                                                                                                 |     |
| Filles du Calvaire                      | 1931. május 5.       | 8-as metróvonal                                                                   | République Saint-Sébastien – Froissart                                                                                           |     |
| Fort d'Issy - Vanves - Clamart          |                      | 15-ös-metróvonal                                                                  | Issy RER Châtillon - Montrouge                                                                                                   |     |
| Fort d’Aubervilliers                    | 1979. október 4.     | 7-es metróvonal 15-ös-metróvonal                                                  | Aubervilliers - Pantin - Quatre Chemins La Courneuve – 8 Mai 1945 Drancy - Bobigny Mairie d’Aubervilliers                        |     |
| Franklin D. Roosevelt                   | 1900. július 19.     | 1-es metróvonal 9-es metróvonal                                                   | George V Champs-Élysées – Clemenceau Alma – Marceau Saint-Philippe du Roule                                                      |     |
| Front Populaire                         | 2012. december 18.   | 12-es metróvonal                                                                  | Porte de la Chapelle Aimé Césaire                                                                                                |     |
| Félix Faure                             | 1937. július 27.     | 8-as metróvonal                                                                   | Boucicaut Commerce |     |
| Gabriel Péri                            | 1980. május 3.       | 13-as metróvonal                                                                  | Les Agnettes Mairie de Clichy |     |
| Gallieni                                | 1971. április 2.     | 3-as metróvonal                                                                   | Porte de Bagnolet |     |
| Gambetta                                | 1905. január 25.     | 3-as metróvonal 3bis metróvonal                                                   | Père Lachaise Porte de Bagnolet No/unknown value Pelleport                                                                       |     |
| Gare de Lyon                            | 1900. július 19.     | 1-es metróvonal 14-es metróvonal                                                  | Bastille Reuilly – Diderot Châtelet Bercy                                                                                        |     |
| Gare de l’Est                           | 1907. november 15.   | 4-es metróvonal 5-ös metróvonal 7-es metróvonal                                   | Gare du Nord Château d’Eau Jacques Bonsergent Poissonnière Château-Landon                                                        |     |
| Gare du Nord                            | 1907. november 15.   | 4-es metróvonal 5-ös metróvonal                                                   | Barbès – Rochechouart Gare de l’Est Stalingrad                                                                                   |     |
| Gare d’Austerlitz                       | 1906. június 2.      | 5-ös metróvonal 10-es metróvonal                                                  | Saint-Marcel Quai de la Rapée Jussieu Chevaleret                                                                                 |     |
| Garibaldi                               | 1952. június 30.     | 13-as metróvonal                                                                  | Mairie de Saint-Ouen Porte de Saint-Ouen                                                                                         |     |
| Gaîté                                   | 1937. január 21.     | 13-as metróvonal                                                                  | Montparnasse – Bienvenüe Pernety                                                                                                 |     |
| George V                                | 1900. augusztus 13.  | 1-es metróvonal                                                                   | Charles de Gaulle - Étoile Franklin D. Roosevelt                                                                                 |     |
| Glacière                                | 1906. április 24.    | 6-os metróvonal                                                                   | Saint-Jacques Corvisart |     |
| Goncourt                                | 1935. április 28.    | 11-es metróvonal                                                                  | République Belleville |     |
| Triangle de Gonesse                     |                      | 17-es metróvonal                                                                  | Parc des Expositions Le Bourget - Aéroport                                                                                       |     |
| Grand Pêchers                           |                      | 1-es metróvonal                                                                   | Val de Fontenay Les Rigollots |     |
| Grands Boulevards                       | 1931. május 5.       | 8-as metróvonal 9-es metróvonal                                                   | Richelieu – Drouot Bonne Nouvelle                                                                                                |     |
| Guy Môquet                              | 1911. február 26.    | 13-as metróvonal                                                                  | Porte de Saint-Ouen La Fourche                                                                                                   |     |
| Guyancourt                              |                      | 18-as metróvonal                                                                  | Satory CEA Saint-Aubin |     |
| Havre - Caumartin                       | 1904. október 19.    | 3-as metróvonal 9-es metróvonal                                                   | Saint-Lazare Opéra Saint-Augustin Chaussée d’Antin – La Fayette                                                                  |     |
| Hoche                                   | 1942. október 12.    | 5-ös metróvonal                                                                   | Porte de Pantin Église de Pantin                                                                                                 |     |
| Hôpital Bicêtre metróállomás            | 2024. június 24.     | 14-es metróvonal                                                                  | Maison Blanche Villejuif - Gustave Roussy                                                                                        |     |
| Hôtel de Ville                          | 1900. július 19.     | 1-es metróvonal 11-es metróvonal                                                  | Châtelet Saint-Paul Rambuteau |     |
| Invalides                               | 1913. december 24.   | 8-as metróvonal 13-as metróvonal RER C                                            | La Tour-Maubourg Concorde Varenne Champs-Élysées – Clemenceau                                                                    |     |
| Issy RER                                |                      | 15-ös-metróvonal                                                                  | Pont de Sèvres Fort d'Issy - Vanves - Clamart                                                                                    |     |
| Ivry Port - Mandela                     |                      | 10-es metróvonal                                                                  | Bruneseau - Masséna Ivry-Gambetta                                                                                                |     |
| Ivry-Gambetta                           |                      | 10-es metróvonal                                                                  | Ivry Port - Mandela |     |
| Iéna                                    | 1923. május 27.      | 9-es metróvonal                                                                   | Trocadéro Alma – Marceau |     |
| Jacques Bonsergent                      | 1906. december 17.   | 5-ös metróvonal                                                                   | République Gare de l’Est |     |
| Jasmin                                  | 1922. november 8.    | 9-es metróvonal                                                                   | Michel-Ange – Auteuil Ranelagh                                                                                                   |     |
| Jaurès                                  | 1903. február 23.    | 2-es metróvonal 5-ös metróvonal 7bis metróvonal                                   | Stalingrad Colonel Fabien Laumière Bolivar Louis Blanc                                                                           |     |
| Javel – André Citroën                   | 1913. szeptember 30. | 10-es metróvonal                                                                  | Église d’Auteuil Charles Michels Mirabeau                                                                                        |     |
| Jourdain                                | 1935. április 28.    | 11-es metróvonal                                                                  | Pyrénées Place des Fêtes |     |
| Jules Joffrin                           | 1912. október 31.    | 12-es metróvonal                                                                  | Marcadet – Poissonniers Lamarck – Caulaincourt                                                                                   |     |
| Jussieu                                 | 1931. április 26.    | 7-es metróvonal 10-es metróvonal                                                  | Place Monge Sully – Morland Cardinal Lemoine Gare d’Austerlitz                                                                   |     |
| Kléber                                  | 1900. október 2.     | 6-os metróvonal                                                                   | Charles de Gaulle - Étoile Boissière                                                                                             |     |
| L'Haÿ-les-Roses                         | 2024. június 24.     | 14-es metróvonal                                                                  | Villejuif - Gustave Roussy Porte de Thiais - Marché International                                                                |     |
| La Chapelle                             | 1902. október 7.     | 2-es metróvonal                                                                   | Barbès – Rochechouart Stalingrad                                                                                                 |     |
| La Courneuve - Six Routes               |                      | 16-os metróvonal 17-es metróvonal                                                 | Le Bourget RER Saint-Denis Pleyel                                                                                                |     |
| La Courneuve – 8 Mai 1945               | 1987. május 6.       | 7-es metróvonal                                                                   | Fort d’Aubervilliers |     |
| La Dhuys metróállomás                   | 2024. június 13.     | 11-es metróvonal                                                                  | Côteaux Beauclair metróállomás Montreuil - Hôpital metróállomás                                                                  |     |
| La Défense                              | 1992. április 1.     | 1-es metróvonal 15-ös-metróvonal                                                  | Esplanade de La Défense Bécon-les-Bruyères Nanterre-La Folie                                                                     |     |
| La Fourche                              | 1911. február 26.    | 13-as metróvonal                                                                  | Brochant Guy Môquet Place de Clichy                                                                                              |     |
| La Garenne-Colombes                     |                      | 17-es metróvonal                                                                  | |     |
| La Motte-Picquet – Grenelle             | 1906. április 24.    | 6-os metróvonal 8-as metróvonal 10-es metróvonal                                  | Dupleix Cambronne Commerce École Militaire Avenue Émile Zola Ségur Champ de Mars                                                 |     |
| La Muette                               | 1922. november 8.    | 9-es metróvonal                                                                   | Ranelagh Rue de la Pompe |     |
| La Tour-Maubourg                        | 1913. július 13.     | 8-as metróvonal                                                                   | École Militaire Invalides |     |
| Lamarck – Caulaincourt                  | 1912. október 31.    | 12-es metróvonal                                                                  | Jules Joffrin Abbesses |     |
| Laumière                                | 1942. október 12.    | 5-ös metróvonal                                                                   | Jaurès Ourcq |     |
| Le Blanc-Mesnil                         |                      | 16-os metróvonal                                                                  | Aulnay Le Bourget RER |     |
| Le Bourget - Aéroport                   |                      | 17-es metróvonal                                                                  | Triangle de Gonesse Le Bourget RER                                                                                               |     |
| Le Bourget RER                          |                      | 16-os metróvonal 17-es metróvonal                                                 | Le Blanc-Mesnil La Courneuve - Six Routes Le Bourget - Aéroport                                                                  |     |
| Le Kremlin-Bicêtre                      | 1982. december 10.   | 7-es metróvonal                                                                   | Villejuif – Léo Lagrange Maison Blanche                                                                                          |     |
| Le Mesnil-Amelot                        |                      | 17-es metróvonal                                                                  | Aéroport Charles-de-Gaulle Terminal 4                                                                                            |     |
| Le Peletier                             | 1911. június 6.      | 7-es metróvonal                                                                   | Chaussée d’Antin – La Fayette Cadet                                                                                              |     |
| Le Vert de Maisons                      |                      | 15-ös-metróvonal                                                                  | Les Ardoines Créteil – L’Échat                                                                                                   |     |
| Ledru-Rollin                            | 1931. május 5.       | 8-as metróvonal                                                                   | Bastille Faidherbe – Chaligny |     |
| Les Agnettes                            | 2008. június 14.     | 13-as metróvonal 15-ös-metróvonal                                                 | Les Courtilles Gabriel Péri Les Grésillons Bois-Colombes                                                                         |     |
| Les Ardoines                            |                      | 15-ös-metróvonal                                                                  | Vitry Centre Le Vert de Maisons                                                                                                  |     |
| Les Courtilles                          | 2008. június 14.     | 13-as metróvonal                                                                  | Les Agnettes |     |
| Les Gobelins                            | 1930. február 15.    | 7-es metróvonal                                                                   | Place d’Italie Censier – Daubenton                                                                                               |     |
| Les Grésillons                          |                      | 15-ös-metróvonal 17-es metróvonal                                                 | Saint-Denis Pleyel Les Agnettes                                                                                                  |     |
| Les Halles                              | 1908. április 27.    | 4-es metróvonal                                                                   | Étienne Marcel Châtelet |     |
| Les Rigollots                           |                      | 1-es metróvonal                                                                   | Grand Pêchers Château de Vincennes                                                                                               |     |
| Les Sablons                             | 1937. április 29.    | 1-es metróvonal                                                                   | Pont de Neuilly Porte Maillot |     |
| Liberté                                 | 1942. október 5.     | 8-as metróvonal                                                                   | Porte de Charenton Charenton – Écoles                                                                                            |     |
| Liège                                   | 1911. február 26.    | 13-as metróvonal                                                                  | Place de Clichy Saint-Lazare |     |
| Louis Blanc                             | 1910. november 23.   | 7-es metróvonal 7bis metróvonal                                                   | Château-Landon Stalingrad Jaurès No/unknown value                                                                                |     |
| Louise Michel                           | 1937. szeptember 24. | 3-as metróvonal                                                                   | Anatole France Porte de Champerret                                                                                               |     |
| Lourmel                                 | 1937. július 27.     | 8-as metróvonal                                                                   | Balard Boucicaut |     |
| Louvre – Rivoli                         | 1900. augusztus 13.  | 1-es metróvonal                                                                   | Palais Royal-Musée du Louvre Châtelet                                                                                            |     |
| Mabillon                                | 1925. március 10.    | 10-es metróvonal                                                                  | Sèvres – Babylone Odéon |     |
| Madeleine                               | 1910. november 5.    | 8-as metróvonal 12-es metróvonal 14-es metróvonal                                 | Concorde Opéra Saint-Lazare Pyramides                                                                                            |     |
| Mairie de Clichy                        | 1980. május 9.       | 13-as metróvonal                                                                  | Gabriel Péri Porte de Clichy metróállomás                                                                                        |     |
| Mairie de Montreuil                     | 1937. október 14.    | 9-es metróvonal                                                                   | Croix de Chavaux Aristide Briand metróállomás                                                                                    |     |
| Mairie de Montrouge                     | 2013. március 23.    | 4-es metróvonal                                                                   | Porte d’Orléans Barbara metróállomás                                                                                             |     |
| Mairie de Saint-Ouen                    | 1952. június 30.     | 13-as metróvonal 14-es metróvonal                                                 | Carrefour Pleyel Garibaldi Saint-Ouen Saint-Denis Pleyel                                                                         |     |
| Mairie des Lilas                        | 1937. február 17.    | 11-es metróvonal                                                                  | Porte des Lilas Serge Gainsbourg metróállomás                                                                                    |     |
| Mairie d’Aubervilliers                  | 2022. május 31.      | 12-es metróvonal 15-ös-metróvonal                                                 | Aimé Césaire |     |
| Mairie d’Issy                           | 1934. március 24.    | 12-es metróvonal                                                                  | Corentin Celton |     |
| Mairie d’Ivry                           | 1946. május 1.       | 7-es metróvonal                                                                   | Pierre et Marie Curie |     |
| Maison Blanche                          | 1930. március 7.     | 7-es metróvonal 14-es metróvonal                                                  | Porte d’Italie Le Kremlin-Bicêtre Tolbiac Hôpital Bicêtre metróállomás Olympiades                                                |     |
| Maisons-Alfort – Les Juilliottes        | 1972. április 27.    | 8-as metróvonal                                                                   | Maisons-Alfort – Stade Créteil – L’Échat                                                                                         |     |
| Maisons-Alfort – Stade                  | 1970. szeptember 19. | 8-as metróvonal                                                                   | École Vétérinaire de Maisons-Alfort Maisons-Alfort – Les Juilliottes                                                             |     |
| Malakoff – Plateau de Vanves            | 1976. november 9.    | 13-as metróvonal                                                                  | Porte de Vanves Malakoff – Rue Étienne Dolet                                                                                     |     |
| Malakoff – Rue Étienne Dolet            | 1976. november 9.    | 13-as metróvonal                                                                  | Malakoff – Plateau de Vanves Châtillon - Montrouge                                                                               |     |
| Malesherbes                             | 1910. május 23.      | 3-as metróvonal                                                                   | Wagram Villiers |     |
| Maraîchers                              | 1933. december 10.   | 9-es metróvonal                                                                   | Buzenval Porte de Montreuil |     |
| Marcadet – Poissonniers                 | 1908. április 21.    | 4-es metróvonal 12-es metróvonal                                                  | Simplon Château Rouge Marx Dormoy Jules Joffrin                                                                                  |     |
| Marcel Sembat                           | 1934. február 3.     | 9-es metróvonal                                                                   | Billancourt Porte de Saint-Cloud                                                                                                 |     |
| Martin Nadaud                           | 1905. január 25.     | 3-as metróvonal                                                                   | |     |
| Marx Dormoy                             | 1916. augusztus 23.  | 12-es metróvonal                                                                  | Porte de la Chapelle Marcadet – Poissonniers                                                                                     |     |
| Massy - Palaiseau                       |                      | 18-as metróvonal                                                                  | Polytechnique Massy Opéra |     |
| Massy Opéra                             |                      | 18-as metróvonal                                                                  | Massy - Palaiseau Antonypole - Wissous Centre                                                                                    |     |
| Maubert – Mutualité                     | 1930. február 15.    | 10-es metróvonal                                                                  | Cluny – La Sorbonne Cardinal Lemoine                                                                                             |     |
| Michel Bizot                            | 1931. május 5.       | 8-as metróvonal                                                                   | Daumesnil Porte Dorée |     |
| Michel-Ange – Auteuil                   | 1913. szeptember 30. | 9-es metróvonal 10-es metróvonal                                                  | Michel-Ange – Molitor Jasmin Porte d’Auteuil Église d’Auteuil                                                                    |     |
| Michel-Ange – Molitor                   | 1913. szeptember 30. | 9-es metróvonal 10-es metróvonal                                                  | Exelmans Michel-Ange – Auteuil Chardon-Lagache Boulogne – Jean Jaurès                                                            |     |
| Mirabeau                                | 1913. szeptember 30. | 10-es metróvonal                                                                  | Javel – André Citroën Chardon-Lagache                                                                                            |     |
| Miromesnil                              | 1923. május 27.      | 9-es metróvonal 13-as metróvonal                                                  | Saint-Philippe du Roule Saint-Augustin Saint-Lazare Champs-Élysées – Clemenceau                                                  |     |
| Monceau                                 | 1902. október 7.     | 2-es metróvonal                                                                   | Courcelles Villiers |     |
| Montgallet (metróállomás)               | 1931. május 5.       | 8-as metróvonal                                                                   | Reuilly – Diderot Daumesnil |     |
| Montparnasse – Bienvenüe                | 1906. április 24.    | 4-es metróvonal 6-os metróvonal 12-es metróvonal 13-as metróvonal                 | Saint-Placide Vavin Pasteur Edgar Quinet Notre-Dame-des-Champs Falguière Duroc Gaîté                                             |     |
| Montreuil - Hôpital metróállomás        | 2024. június 13.     | 11-es metróvonal 9-es metróvonal                                                  | Place Carnot metróállomás La Dhuys metróállomás Aristide Briand metróállomás                                                     |     |
| Mouton-Duvernet                         | 1909. október 30.    | 4-es metróvonal                                                                   | Denfert-Rochereau Alésia |     |
| Ménilmontant                            | 1903. január 31.     | 2-es metróvonal                                                                   | Couronnes Père Lachaise |     |
| Nanterre-La Boule                       |                      | 15-ös-metróvonal                                                                  | Nanterre-La Folie Rueil – Suresnes Mont-Valérien                                                                                 |     |
| Nanterre-La Folie                       |                      | 1-es metróvonal 15-ös-metróvonal 17-es metróvonal 18-as metróvonal                | La Défense Nanterre-La Boule Rueil                                                                                               |     |
| Nation                                  | 1900. július 19.     | 1-es metróvonal 2-es metróvonal 6-os metróvonal 9-es metróvonal                   | Reuilly – Diderot Porte de Vincennes Avron Picpus Rue des Boulets Buzenval                                                       |     |
| Nationale                               | 1909. március 1.     | 6-os metróvonal                                                                   | Place d’Italie Chevaleret |     |
| Neuilly-Fauvettes                       |                      | 11-es metróvonal                                                                  | Villemomble Neuilly-Hôpitaux |     |
| Neuilly-Hôpitaux                        |                      | 11-es metróvonal                                                                  | Neuilly-Fauvettes Noisy - Champs                                                                                                 |     |
| Nogent - Le Perreux                     |                      | 15-ös-metróvonal                                                                  | Champigny Centre Val de Fontenay                                                                                                 |     |
| Noisy - Champs                          |                      | 15-ös-metróvonal 16-os metróvonal 11-es metróvonal                                | Bry-Villiers-Champigny Chelles Neuilly-Hôpitaux                                                                                  |     |
| Notre-Dame-de-Lorette                   | 1910. november 5.    | 12-es metróvonal                                                                  | Saint-Georges Trinité – d’Estienne d’Orves                                                                                       |     |
| Notre-Dame-des-Champs                   | 1910. november 5.    | 12-es metróvonal                                                                  | Rennes Montparnasse – Bienvenüe                                                                                                  |     |
| Oberkampf                               | 1906. december 17.   | 5-ös metróvonal 9-es metróvonal                                                   | Richard-Lenoir République Saint-Ambroise                                                                                         |     |
| Odéon                                   | 1910. január 9.      | 4-es metróvonal 10-es metróvonal                                                  | Saint-Michel Saint-Germain-des-Prés Mabillon Cluny – La Sorbonne                                                                 |     |
| Olympiades                              | 2007. június 26.     | 14-es metróvonal                                                                  | Bibliothèque François-Mitterrand Maison Blanche                                                                                  |     |
| Opéra                                   | 1904. október 19.    | 3-as metróvonal 7-es metróvonal 8-as metróvonal                                   | Havre - Caumartin Quatre-Septembre Pyramides Chaussée d’Antin – La Fayette Madeleine Richelieu – Drouot                          |     |
| Ourcq                                   | 1942. október 12.    | 5-ös metróvonal                                                                   | Laumière Porte de Pantin |     |
| Palais Royal-Musée du Louvre            | 1900. július 19.     | 1-es metróvonal 7-es metróvonal                                                   | Louvre – Rivoli Tuileries Pont Neuf Pyramides                                                                                    |     |
| Parc de Saint-Cloud                     |                      | 10-es metróvonal                                                                  | |     |
| Parc des Expositions                    |                      | 17-es metróvonal                                                                  | Triangle de Gonesse Aéroport Charles-de-Gaulle Terminal 2                                                                        |     |
| Parmentier                              | 1904. október 19.    | 3-as metróvonal                                                                   | République Rue Saint-Maur |     |
| Passy                                   | 1903. november 5.    | 6-os metróvonal                                                                   | Trocadéro Bir-Hakeim |     |
| Pasteur                                 | 1906. április 24.    | 6-os metróvonal 12-es metróvonal                                                  | Sèvres – Lecourbe Montparnasse – Bienvenüe Falguière Volontaires                                                                 |     |
| Pelleport                               | 1921. november 27.   | 3bis metróvonal                                                                   | Gambetta Saint-Fargeau |     |
| Pereire                                 | 1910. május 23.      | 3-as metróvonal                                                                   | Porte de Champerret Wagram |     |
| Pernety                                 | 1937. január 21.     | 13-as metróvonal                                                                  | Gaîté Plaisance |     |
| Philippe Auguste                        | 1903. január 31.     | 2-es metróvonal                                                                   | Père Lachaise Alexandre Dumas |     |
| Picpus                                  | 1909. március 1.     | 6-os metróvonal                                                                   | Bel-Air Nation |     |
| Pierre et Marie Curie                   | 1946. május 1.       | 7-es metróvonal                                                                   | Mairie d’Ivry Porte d’Ivry |     |
| Pigalle                                 | 1902. október 7.     | 2-es metróvonal 12-es metróvonal                                                  | Blanche Anvers Abbesses Saint-Georges                                                                                            |     |
| Place Carnot metróállomás               | 2024. június 13.     | 11-es metróvonal                                                                  | Serge Gainsbourg metróállomás Montreuil - Hôpital metróállomás                                                                   |     |
| Place Monge                             | 1930. február 15.    | 7-es metróvonal                                                                   | Censier – Daubenton Jussieu |     |
| Place de Clichy                         | 1902. október 26.    | 2-es metróvonal 13-as metróvonal                                                  | Rome Blanche La Fourche Liège |     |
| Place des Fêtes                         | 1912. február 13.    | 7bis metróvonal 11-es metróvonal                                                  | Pré-Saint-Gervais Botzaris Jourdain Télégraphe                                                                                   |     |
| Place d’Italie                          | 1906. április 24.    | 5-ös metróvonal 6-os metróvonal 7-es metróvonal                                   | No/unknown value Campo-Formio Corvisart Nationale Tolbiac Les Gobelins                                                           |     |
| Plaisance                               | 1937. január 21.     | 13-as metróvonal                                                                  | Pernety Porte de Vanves |     |
| Pointe du Lac                           | 2011. október 8.     | 8-as metróvonal                                                                   | Créteil – Préfecture |     |
| Poissonnière                            | 1910. november 5.    | 7-es metróvonal                                                                   | Cadet Gare de l’Est |     |
| Polytechnique                           |                      | 18-as metróvonal                                                                  | Université Paris-Saclay Massy - Palaiseau                                                                                        |     |
| Pont Cardinet                           | 2020. december 14.   | 14-es metróvonal                                                                  | Porte de Clichy metróállomás Saint-Lazare                                                                                        |     |
| Pont Marie                              | 1926. április 16.    | 7-es metróvonal                                                                   | Sully – Morland Châtelet |     |
| Pont Neuf                               | 1926. április 16.    | 7-es metróvonal                                                                   | Châtelet Palais Royal-Musée du Louvre                                                                                            |     |
| Pont de Bondy                           |                      | 15-ös-metróvonal                                                                  | Bondy Bobigny – Pablo Picasso |     |
| Pont de Levallois - Bécon               | 1937. szeptember 24. | 3-as metróvonal                                                                   | No/unknown value Anatole France                                                                                                  |     |
| Pont de Neuilly                         | 1937. április 29.    | 1-es metróvonal                                                                   | Esplanade de La Défense Les Sablons                                                                                              |     |
| Pont de Sèvres                          | 1934. február 3.     | 9-es metróvonal 15-ös-metróvonal                                                  | Billancourt Saint-Cloud Issy RER                                                                                                 |     |
| Port de Gennevilliers                   |                      | 13-as metróvonal                                                                  | |     |
| Porte Dauphine                          | 1900. december 13.   | 2-es metróvonal                                                                   | Victor Hugo Suresnes |     |
| Porte Dorée                             | 1931. május 5.       | 8-as metróvonal                                                                   | Michel Bizot Porte de Charenton                                                                                                  |     |
| Porte Maillot                           | 1900. július 19.     | 1-es metróvonal                                                                   | Les Sablons Argentine |     |
| Porte de Bagnolet                       | 1971. április 2.     | 3-as metróvonal                                                                   | Gambetta Gallieni |     |
| Porte de Champerret                     | 1911. február 15.    | 3-as metróvonal                                                                   | Louise Michel Pereire |     |
| Porte de Charenton                      | 1931. május 5.       | 8-as metróvonal                                                                   | Porte Dorée Liberté |     |
| Porte de Choisy                         | 1930. március 7.     | 7-es metróvonal                                                                   | Porte d’Ivry Porte d’Italie |     |
| Porte de Clichy metróállomás            | 1912. január 20.     | 13-as metróvonal 14-es metróvonal                                                 | Mairie de Clichy Brochant Saint-Ouen Pont Cardinet                                                                               |     |
| Porte de Clignancourt                   | 1908. április 21.    | 4-es metróvonal                                                                   | Simplon |     |
| Porte de Montreuil                      | 1933. december 10.   | 9-es metróvonal                                                                   | Maraîchers Robespierre |     |
| Porte de Pantin                         | 1942. október 12.    | 5-ös metróvonal                                                                   | Ourcq Hoche |     |
| Porte de Saint-Cloud                    | 1923. szeptember 29. | 9-es metróvonal                                                                   | Marcel Sembat Exelmans |     |
| Porte de Saint-Ouen                     | 1911. február 26.    | 13-as metróvonal                                                                  | Garibaldi Guy Môquet |     |
| Porte de Thiais - Marché International  | 2024. június 24.     | 14-es metróvonal                                                                  | L'Haÿ-les-Roses Thiais–Orly metróállomás                                                                                         |     |
| Porte de Vanves                         | 1937. január 21.     | 13-as metróvonal                                                                  | Plaisance Malakoff – Plateau de Vanves                                                                                           |     |
| Porte de Versailles                     | 1910. november 5.    | 12-es metróvonal                                                                  | Convention Corentin Celton |     |
| Porte de Vincennes                      | 1900. július 19.     | 1-es metróvonal                                                                   | Nation Saint-Mandé |     |
| Porte de la Chapelle                    | 1916. augusztus 23.  | 12-es metróvonal                                                                  | Front Populaire Marx Dormoy |     |
| Porte de la Villette                    | 1910. november 5.    | 7-es metróvonal                                                                   | Corentin Cariou Aubervilliers - Pantin - Quatre Chemins                                                                          |     |
| Porte des Lilas                         | 1921. november 27.   | 3bis metróvonal 11-es metróvonal                                                  | Saint-Fargeau Télégraphe Mairie des Lilas                                                                                        |     |
| Porte d’Auteuil                         | 1913. szeptember 30. | 10-es metróvonal                                                                  | Boulogne – Jean Jaurès Michel-Ange – Auteuil                                                                                     |     |
| Porte d’Italie                          | 1930. március 7.     | 7-es metróvonal                                                                   | Porte de Choisy Maison Blanche                                                                                                   |     |
| Porte d’Ivry                            | 1931. április 26.    | 7-es metróvonal                                                                   | Pierre et Marie Curie Porte de Choisy                                                                                            |     |
| Porte d’Orléans                         | 1909. október 30.    | 4-es metróvonal                                                                   | Alésia Mairie de Montrouge |     |
| Pré-Saint-Gervais                       | 1911. január 18.     | 7bis metróvonal                                                                   | Danube Place des Fêtes |     |
| Pyramides                               | 1916. július 1.      | 7-es metróvonal 14-es metróvonal                                                  | Palais Royal-Musée du Louvre Opéra Madeleine Châtelet                                                                            |     |
| Pyrénées                                | 1935. április 28.    | 11-es metróvonal                                                                  | Belleville Jourdain |     |
| Père Lachaise                           | 1903. február 25.    | 2-es metróvonal 3-as metróvonal                                                   | Ménilmontant Philippe Auguste Rue Saint-Maur Gambetta                                                                            |     |
| Quai de la Gare                         | 1909. március 1.     | 6-os metróvonal                                                                   | Chevaleret Bercy |     |
| Quai de la Rapée                        | 1906. július 13.     | 5-ös metróvonal                                                                   | Gare d’Austerlitz Bastille |     |
| Quatre-Septembre                        | 1904. november 3.    | 3-as metróvonal                                                                   | Opéra Bourse |     |
| Rambuteau                               | 1935. április 28.    | 11-es metróvonal                                                                  | Hôtel de Ville Arts et Métiers                                                                                                   |     |
| Ranelagh                                | 1922. november 8.    | 9-es metróvonal                                                                   | Jasmin La Muette |     |
| Raspail                                 | 1906. április 24.    | 4-es metróvonal 6-os metróvonal                                                   | Vavin Denfert-Rochereau Edgar Quinet                                                                                             |     |
| Rennes                                  | 1910. november 5.    | 12-es metróvonal                                                                  | Sèvres – Babylone Notre-Dame-des-Champs                                                                                          |     |
| Reuilly – Diderot                       | 1900. augusztus 20.  | 1-es metróvonal 8-as metróvonal                                                   | Gare de Lyon Nation Faidherbe – Chaligny Montgallet (metróállomás)                                                               |     |
| Richard-Lenoir                          | 1906. december 17.   | 5-ös metróvonal                                                                   | Bréguet – Sabin Oberkampf |     |
| Richelieu – Drouot                      | 1931. május 5.       | 8-as metróvonal 9-es metróvonal                                                   | Opéra Grands Boulevards Chaussée d’Antin – La Fayette                                                                            |     |
| Riquet                                  | 1910. november 6.    | 7-es metróvonal                                                                   | Stalingrad Crimée |     |
| Robespierre                             | 1937. október 14.    | 9-es metróvonal                                                                   | Porte de Montreuil Croix de Chavaux                                                                                              |     |
| Rome                                    | 1902. november 6.    | 2-es metróvonal                                                                   | Villiers Place de Clichy |     |
| Rosny-Bois-Perrier                      | 2024. június 13.     | 11-es metróvonal                                                                  | Côteaux Beauclair metróállomás                                                                                                   |     |
| Rue Saint-Maur                          | 1904. október 19.    | 3-as metróvonal                                                                   | Parmentier Père Lachaise |     |
| Rue de la Pompe                         | 1922. november 8.    | 9-es metróvonal                                                                   | La Muette Trocadéro |     |
| Rue des Boulets                         | 1933. december 10.   | 9-es metróvonal                                                                   | Charonne Nation |     |
| Rue du Bac                              | 1910. november 5.    | 12-es metróvonal                                                                  | Solférino Sèvres – Babylone |     |
| Rueil                                   |                      | 18-as metróvonal                                                                  | Versailles Chantiers Nanterre-La Folie                                                                                           |     |
| Rueil – Suresnes Mont-Valérien          |                      | 15-ös-metróvonal                                                                  | Nanterre-La Boule Saint-Cloud |     |
| Réaumur - Sébastopol                    | 1904. november 19.   | 3-as metróvonal 4-es metróvonal                                                   | Sentier Arts et Métiers Strasbourg – Saint-Denis Étienne Marcel                                                                  |     |
| République                              | 1904. október 19.    | 3-as metróvonal 5-ös metróvonal 8-as metróvonal 9-es metróvonal 11-es metróvonal  | Temple Parmentier Oberkampf Jacques Bonsergent Strasbourg – Saint-Denis Filles du Calvaire Arts et Métiers Goncourt Saint-Martin |     |
| Saint-Ambroise                          | 1933. december 10.   | 9-es metróvonal                                                                   | Oberkampf Voltaire |     |
| Saint-Augustin                          | 1923. május 27.      | 9-es metróvonal                                                                   | Miromesnil Havre - Caumartin |     |
| Saint-Cloud                             |                      | 15-ös-metróvonal                                                                  | Pont de Sèvres Rueil – Suresnes Mont-Valérien                                                                                    |     |
| Saint-Denis Pleyel                      | 2024. június 24.     | 14-es metróvonal 15-ös-metróvonal 16-os metróvonal 17-es metróvonal               | Les Grésillons Stade de France La Courneuve - Six Routes Mairie de Saint-Ouen                                                    |     |
| Saint-Denis – Porte de Paris            | 1976. június 20.     | 13-as metróvonal                                                                  | Basilique de Saint-Denis Carrefour Pleyel                                                                                        |     |
| Saint-Denis – Université                | 1998. május 25.      | 13-as metróvonal                                                                  | Basilique de Saint-Denis |     |
| Saint-Fargeau                           | 1921. november 27.   | 3bis metróvonal                                                                   | Pelleport Porte des Lilas |     |
| Saint-François-Xavier                   | 1923. december 20.   | 13-as metróvonal                                                                  | Varenne Duroc |     |
| Saint-Georges                           | 1911. április 8.     | 12-es metróvonal                                                                  | Pigalle Notre-Dame-de-Lorette |     |
| Saint-Germain-des-Prés                  | 1910. január 9.      | 4-es metróvonal                                                                   | Odéon Saint-Sulpice |     |
| Saint-Jacques                           | 1906. április 24.    | 6-os metróvonal                                                                   | Denfert-Rochereau Glacière |     |
| Saint-Lazare                            | 1904. október 14.    | 3-as metróvonal 12-es metróvonal 13-as metróvonal 14-es metróvonal                | Europe Havre - Caumartin Trinité – d’Estienne d’Orves Madeleine Liège Miromesnil Pont Cardinet                                   |     |
| Saint-Mandé                             | 1934. március 24.    | 1-es metróvonal                                                                   | Porte de Vincennes Bérault |     |
| Saint-Marcel                            | 1906. június 2.      | 5-ös metróvonal                                                                   | Campo-Formio Gare d’Austerlitz                                                                                                   |     |
| Saint-Martin                            | 1931. május 5.       | 8-as metróvonal 9-es metróvonal                                                   | Strasbourg – Saint-Denis République                                                                                              |     |
| Saint-Maur - Créteil                    |                      | 15-ös-metróvonal                                                                  | Créteil – L’Échat Champigny Centre                                                                                               |     |
| Saint-Michel                            | 1910. július 9.      | 4-es metróvonal                                                                   | Cité Odéon |     |
| Saint-Ouen                              | 2020. december 14.   | 14-es metróvonal                                                                  | Mairie de Saint-Ouen Porte de Clichy metróállomás                                                                                |     |
| Saint-Paul                              | 1900. augusztus 6.   | 1-es metróvonal                                                                   | Hôtel de Ville Bastille |     |
| Saint-Philippe du Roule                 | 1923. május 27.      | 9-es metróvonal                                                                   | Franklin D. Roosevelt Miromesnil                                                                                                 |     |
| Saint-Placide                           | 1910. január 9.      | 4-es metróvonal                                                                   | Saint-Sulpice Montparnasse – Bienvenüe                                                                                           |     |
| Saint-Sulpice                           | 1910. január 9.      | 4-es metróvonal                                                                   | Saint-Germain-des-Prés Saint-Placide                                                                                             |     |
| Saint-Sébastien – Froissart             | 1931. május 5.       | 8-as metróvonal                                                                   | Filles du Calvaire Chemin Vert                                                                                                   |     |
| Satory                                  |                      | 18-as metróvonal                                                                  | Guyancourt Versailles Chantiers                                                                                                  |     |
| Sentier                                 | 1904. november 20.   | 3-as metróvonal                                                                   | Bourse Réaumur - Sébastopol |     |
| Serge Gainsbourg metróállomás           | 2024. június 13.     | 11-es metróvonal                                                                  | Mairie des Lilas Place Carnot metróállomás                                                                                       |     |
| Sevran - Beaudottes                     |                      | 16-os metróvonal                                                                  | Sevran - Livry Aulnay |     |
| Sevran - Livry                          |                      | 16-os metróvonal                                                                  | Clichy - Montfermeil Sevran - Beaudottes                                                                                         |     |
| Simplon                                 | 1908. április 21.    | 4-es metróvonal                                                                   | Porte de Clignancourt Marcadet – Poissonniers                                                                                    |     |
| Solférino                               | 1910. november 5.    | 12-es metróvonal                                                                  | Assemblée nationale Rue du Bac                                                                                                   |     |
| Stade de France                         |                      | 15-ös-metróvonal                                                                  | Mairie d’Aubervilliers Saint-Denis Pleyel                                                                                        |     |
| Stalingrad                              | 1903. január 31.     | 2-es metróvonal 5-ös metróvonal 7-es metróvonal                                   | La Chapelle Jaurès Gare du Nord Louis Blanc Riquet                                                                               |     |
| Strasbourg – Saint-Denis                | 1908. május 5.       | 4-es metróvonal 8-as metróvonal 9-es metróvonal                                   | Château d’Eau Réaumur - Sébastopol Bonne Nouvelle République Saint-Martin                                                        |     |
| Sully – Morland                         | 1930. június 3.      | 7-es metróvonal                                                                   | Jussieu Pont Marie |     |
| Suresnes                                |                      | 2-es metróvonal                                                                   | Porte Dauphine |     |
| Sèvres – Babylone                       | 1910. november 5.    | 10-es metróvonal 12-es metróvonal                                                 | Vaneau Mabillon Rue du Bac Rennes                                                                                                |     |
| Sèvres – Lecourbe                       | 1906. április 24.    | 6-os metróvonal                                                                   | Cambronne Pasteur |     |
| Ségur                                   | 1913. július 13.     | 10-es metróvonal                                                                  | La Motte-Picquet – Grenelle Duroc                                                                                                |     |
| Temple                                  | 1904. október 19.    | 3-as metróvonal                                                                   | Arts et Métiers République |     |
| Ternes                                  | 1902. október 7.     | 2-es metróvonal                                                                   | Charles de Gaulle - Étoile Courcelles                                                                                            |     |
| Thiais–Orly metróállomás                | 2024. június 24.     | 14-es metróvonal                                                                  | Porte de Thiais - Marché International Aéroport d'Orly                                                                           |     |
| Tolbiac                                 | 1930. március 7.     | 7-es metróvonal                                                                   | Maison Blanche Place d’Italie |     |
| Trinité – d’Estienne d’Orves            | 1910. november 5.    | 12-es metróvonal                                                                  | Notre-Dame-de-Lorette Saint-Lazare                                                                                               |     |
| Trocadéro                               | 1900. október 2.     | 6-os metróvonal 9-es metróvonal                                                   | Boissière Passy Rue de la Pompe Iéna                                                                                             |     |
| Tuileries                               | 1900. július 19.     | 1-es metróvonal                                                                   | Concorde Palais Royal-Musée du Louvre                                                                                            |     |
| Télégraphe                              | 1935. április 28.    | 11-es metróvonal                                                                  | Place des Fêtes Porte des Lilas                                                                                                  |     |
| Université Paris-Saclay                 |                      | 18-as metróvonal                                                                  | CEA Saint-Aubin Polytechnique |     |
| Val de Fontenay                         |                      | 1-es metróvonal 15-ös-metróvonal                                                  | Rosny-Bois-Perrier Nogent - Le Perreux Grand Pêchers                                                                             |     |
| Vaneau                                  | 1923. december 30.   | 10-es metróvonal                                                                  | Duroc Sèvres – Babylone |     |
| Varenne                                 | 1923. december 20.   | 13-as metróvonal                                                                  | Invalides Saint-François-Xavier                                                                                                  |     |
| Vaugirard                               | 1910. november 5.    | 12-es metróvonal                                                                  | Volontaires Convention |     |
| Vavin                                   | 1910. január 9.      | 4-es metróvonal                                                                   | Montparnasse – Bienvenüe Raspail                                                                                                 |     |
| Versailles Chantiers                    |                      | 18-as metróvonal                                                                  | Satory Rueil |     |
| Victor Hugo                             | 1900. december 13.   | 2-es metróvonal                                                                   | Porte Dauphine Charles de Gaulle - Étoile                                                                                        |     |
| Villejuif - Gustave Roussy              | 2025. január 18.     | 14-es metróvonal                                                                  | Hôpital Bicêtre metróállomás L'Haÿ-les-Roses Arcueil - Cachan Villejuif – Louis Aragon                                           |     |
| Villejuif – Louis Aragon                | 1985. február 28.    | 7-es metróvonal 15-ös-metróvonal                                                  | Villejuif – Paul Vaillant-Couturier Villejuif - Gustave Roussy Vitry Centre                                                      |     |
| Villejuif – Léo Lagrange                | 1985. február 28.    | 7-es metróvonal                                                                   | Villejuif – Paul Vaillant-Couturier Le Kremlin-Bicêtre                                                                           |     |
| Villejuif – Paul Vaillant-Couturier     | 1985. február 28.    | 7-es metróvonal                                                                   | Villejuif – Louis Aragon Villejuif – Léo Lagrange                                                                                |     |
| Villemomble                             |                      | 11-es metróvonal                                                                  | Rosny-Bois-Perrier Neuilly-Fauvettes                                                                                             |     |
| Villiers                                | 1903. január 21.     | 2-es metróvonal 3-as metróvonal                                                   | Monceau Rome Malesherbes Europe                                                                                                  |     |
| Vitry Centre                            |                      | 15-ös-metróvonal                                                                  | Villejuif – Louis Aragon Les Ardoines                                                                                            |     |
| Volontaires                             | 1910. november 5.    | 12-es metróvonal                                                                  | Pasteur Vaugirard |     |
| Voltaire                                | 1933. december 10.   | 9-es metróvonal                                                                   | Saint-Ambroise Charonne |     |
| Wagram                                  | 1910. május 23.      | 3-as metróvonal                                                                   | Pereire Malesherbes |     |
| École Militaire                         | 1913. július 13.     | 8-as metróvonal                                                                   | La Motte-Picquet – Grenelle La Tour-Maubourg Champ de Mars                                                                       |     |
| École Vétérinaire de Maisons-Alfort     | 1970. szeptember 19. | 8-as metróvonal                                                                   | Charenton – Écoles Maisons-Alfort – Stade                                                                                        |     |
| Église de Pantin                        | 1942. október 12.    | 5-ös metróvonal                                                                   | Hoche Bobigny – Pantin – Raymond Queneau                                                                                         |     |
| Église d’Auteuil                        | 1913. szeptember 30. | 10-es metróvonal                                                                  | Michel-Ange – Auteuil Javel – André Citroën                                                                                      |     |
| Étienne Marcel                          | 1908. április 21.    | 4-es metróvonal                                                                   | Réaumur - Sébastopol Les Halles                                                                                                  |     |